# Ambasada Iranu w Warszawie

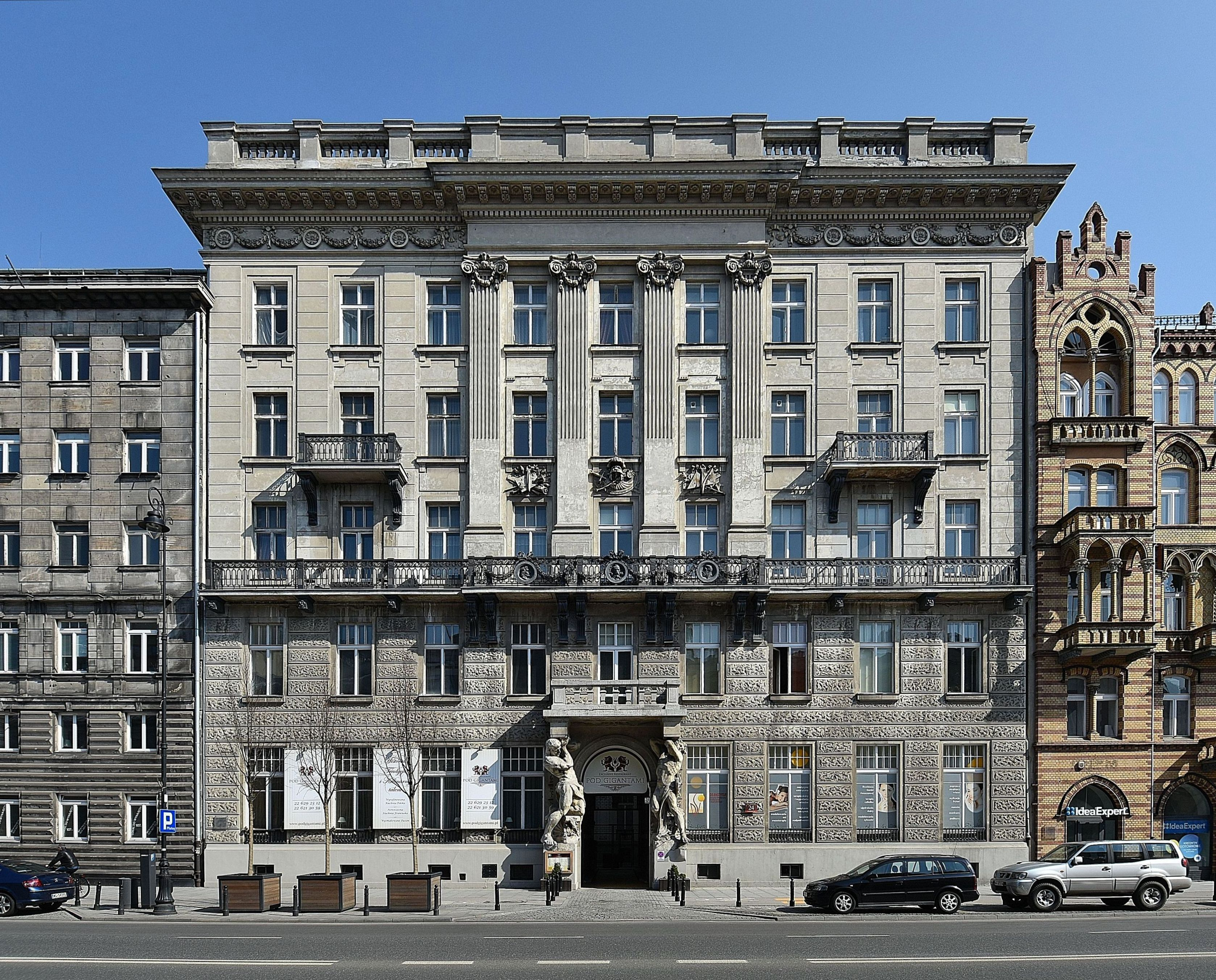
Kamienica pod Gigantami w Alejach Ujazdowskich w Warszawie, dawna siedziba poselstwa Iranu (1934)

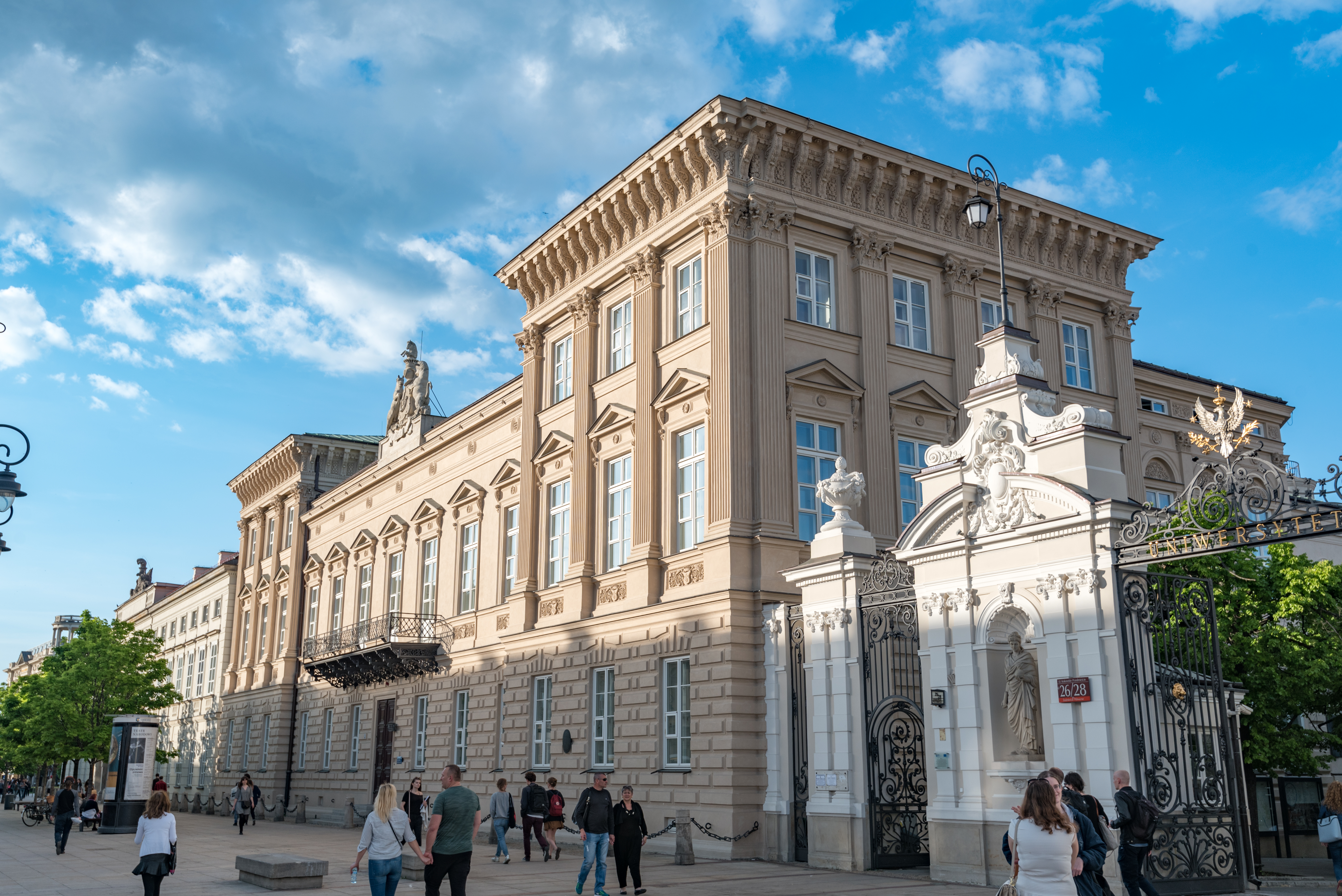
Pałac Uruskich, dawna siedziba poselstwa (1938)

Ambasada Islamskiej Republiki Iranu (perski: سفارت ایران در لهستان) – placówka dyplomatyczna Islamskiej Republiki Iranu znajdująca się w Warszawie, przy ul. Królowej Aldony 22.
Ambasador Iranu w Warszawie oprócz Rzeczypospolitej Polskiej akredytowany jest także w Republice Litewskiej.